# Дзюба Руслан Володимирович
Русла́н Володи́мирович Дзю́ба (нар. 12 жовтня 1971, Донецька область) — український військовик, генерал-майор, колишній заступник командувача Національної гвардії України з тилу — начальник логістики (13 червня 2019 — 11 лютого 2023).

## Життєпис
Закінчив Ярославське вище військове фінансове училище імені генерала армії А. В. Хрульова (1992), Військовий інститут Київського національного університету імені Тараса Шевченка (2005).
Проходив службу на офіцерських посадах від помічника начальника фінансового відділення бригади до заступника начальника фінансово-економічного управління Головного управління внутрішніх військ МВС України.
З 2005 року був начальником фінансово-економічного управління Головного управління внутрішніх військ МВС.
З 2014 року очолював фінансово-економічне управління Головного управління Національної гвардії.

## Нагороди
- Орден Богдана Хмельницького III ст. (20 серпня 2008) — за особливі заслуги у захисті державного суверенітету та територіальної цілісності України, охорону конституційних прав і свобод людини, мужність і самовідданість, виявлені під час виконання військового і службового обов'язку, та з нагоди 17-ї річниці незалежності України[4]